# Pleiotropie (Pharmakologie)
Pleiotropie (gr. pleio = ‚voll‘ und trop = ‚Drehung‘, ‚Wendung‘) bezeichnet in der Pharmakologie ein Vorhandensein mehrerer Wirkungen bei einem Wirkstoff. Diese können Nebenwirkungen sein oder Wirkungen, die zu einem Off-Label-Use führen können.
Beispielsweise besitzen Statine einen pleiotropen Effekt, da deren Wirkung die Mortalität stärker senkt, als durch die Wirkung der Senkung des Cholesterinspiegels hervorgeht.